# Marzio
Marzio är en ort och kommun i provinsen Varese i regionen Lombardiet i Italien. Kommunen hade 345 invånare (2018).